# 受戒
受戒（じゅかい）は、仏教に帰依する証として戒律を受持すること、またそのための儀式である。
出家、在家の別を問わないものであり、戒律を授ける側からみれば授戒である。集団で受戒する儀式（法会）が催されることがあり、受戒会（じゅかいえ）または授戒会とよばれる。儀式の場所は戒壇である。受戒により授けられる名前は戒名ないし法号である。